# Friedhof Affoltern

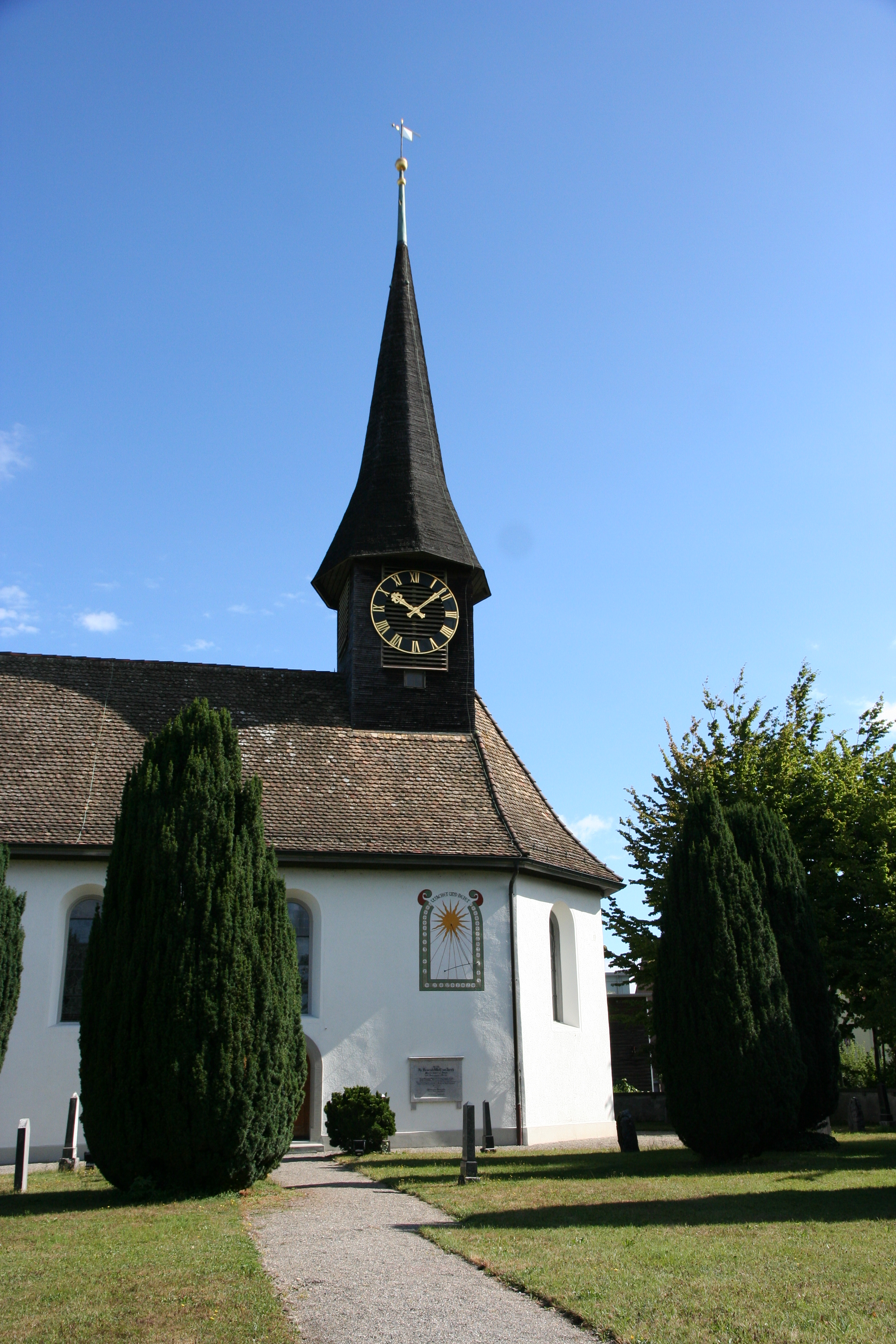
Kirche Unterdorf mit historischem Teil des Friedhofs

Der Friedhof Affoltern ist ein Friedhof im Quartier Affoltern im Norden von Zürich. Er liegt in der Nähe des Bahnhofs Affoltern und der Kirche Unterdorf, die dem Friedhof als Abdankungsraum dient. 

## Geschichte
Im Jahr 1683 wurde die Kirche Unterdorf errichtet und der ursprüngliche Friedhof rund um die Kirche angelegt. Dieser Friedhof wurde 1684, 1706 und 1870 dreimal erweitert, bevor der 1876 an die politische Gemeinde abgetreten wurde, da 1874 eine Revision der Bundesverfassung das Bestattungswesen von den Kirchen in die Hand der Gemeinden gelegt hatte. Das unmittelbar an die Kirche angrenzende Areal gehört jedoch bis heute der Kirchgemeinde und wird mitsamt den darauf liegenden Gräbern weiter von dieser betreut. 1928 erweiterte Affoltern den Friedhof erneut. Als im Rahmen der zweiten Eingemeindung Affoltern Teil der Stadt Zürich wurde, ging die Zuständigkeit von Affoltern an die Stadt über. 1945 wurde das Vorhaben, den Friedhof zu verlegen, aufgegeben und der Friedhof bis 1951 ein weiteres Mal vergrössert. Hierbei entstanden auch Dienstgebäude nach Plänen der Architekten Baerlocher und Unger. Ein letztes Mal wurde der Friedhof Affoltern in den Jahren 1982–1983 erweitert.

## Areal und Bauten
Im Norden von Zürich im historischen Unteraffoltern nahe dem Katzensee befindet sich der Friedhof Affoltern an der Grenze von der Stadt zum Land und zwischen alten Bauten und Neubauprojekten. Neben der Kirche Unterdorf wurde das Gemeinschaftsgrab eingerichtet, an dem sich die ältere Gestaltung des Friedhofs erahnen lässt; gewinkelte Eibenhecken grenzen diesen historischen Friedhofsbereich von den jüngeren ab. Neben diesem Bereich steht das Verwaltungs- und Dienstgebäude samt Aufbahrungstrakt aus dem Jahr 1951. Den kleinen Vorplatz ziert die Skulptur Sitzende mit Taube des Bildhauers Uli Schoop. Weite Rasenflächen und vorwiegend einheimische Bäume und Büsche geben dem Friedhof Affoltern das Gepräge eines Parks. Vom östlichen Friedhofsbereich aus sind Hochhäuser zu erblicken, im Westen bei der Kirche Unterdorf lässt sich die ländliche Idylle früherer Zeiten erahnen.

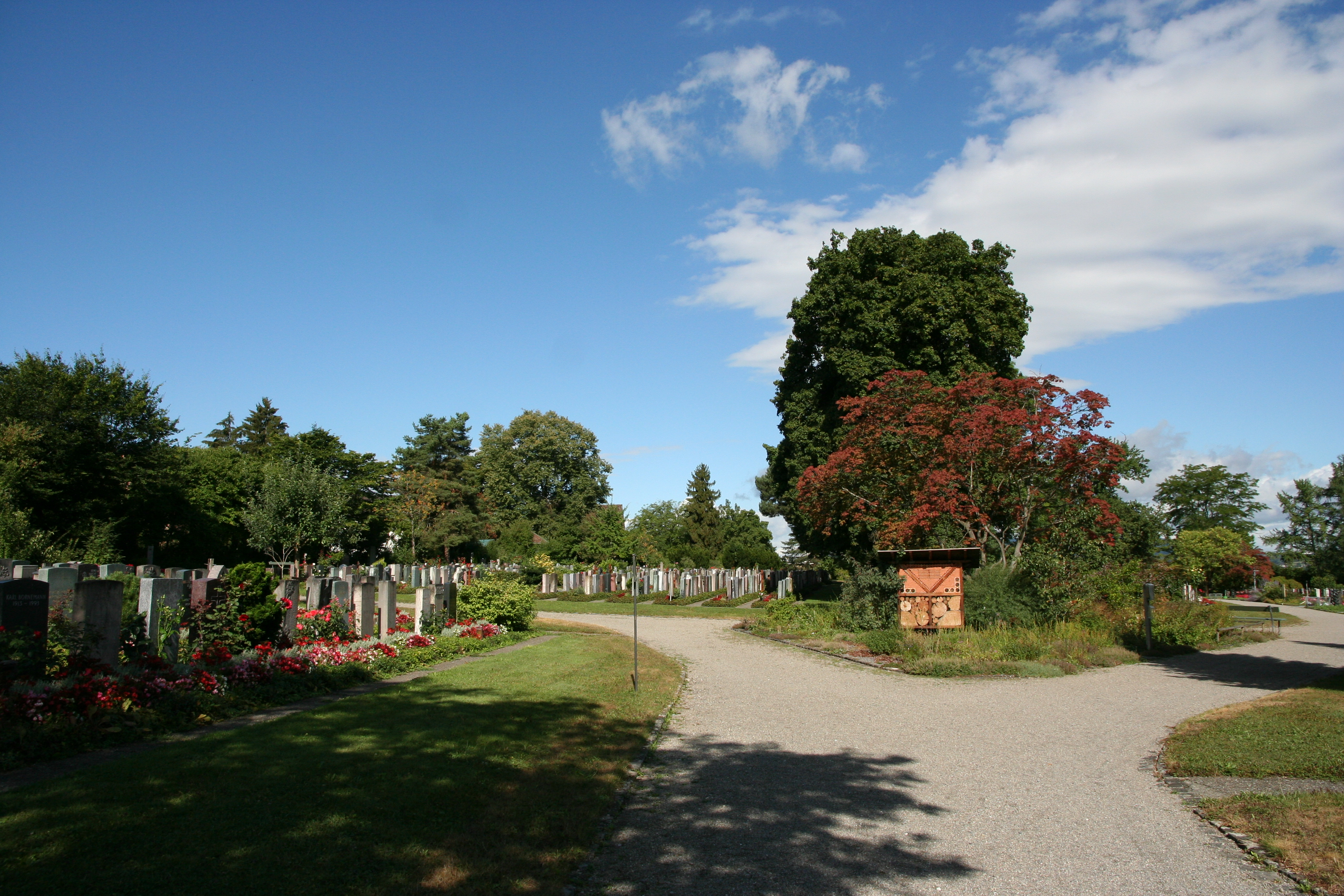
Neuerer Friedhofsteil
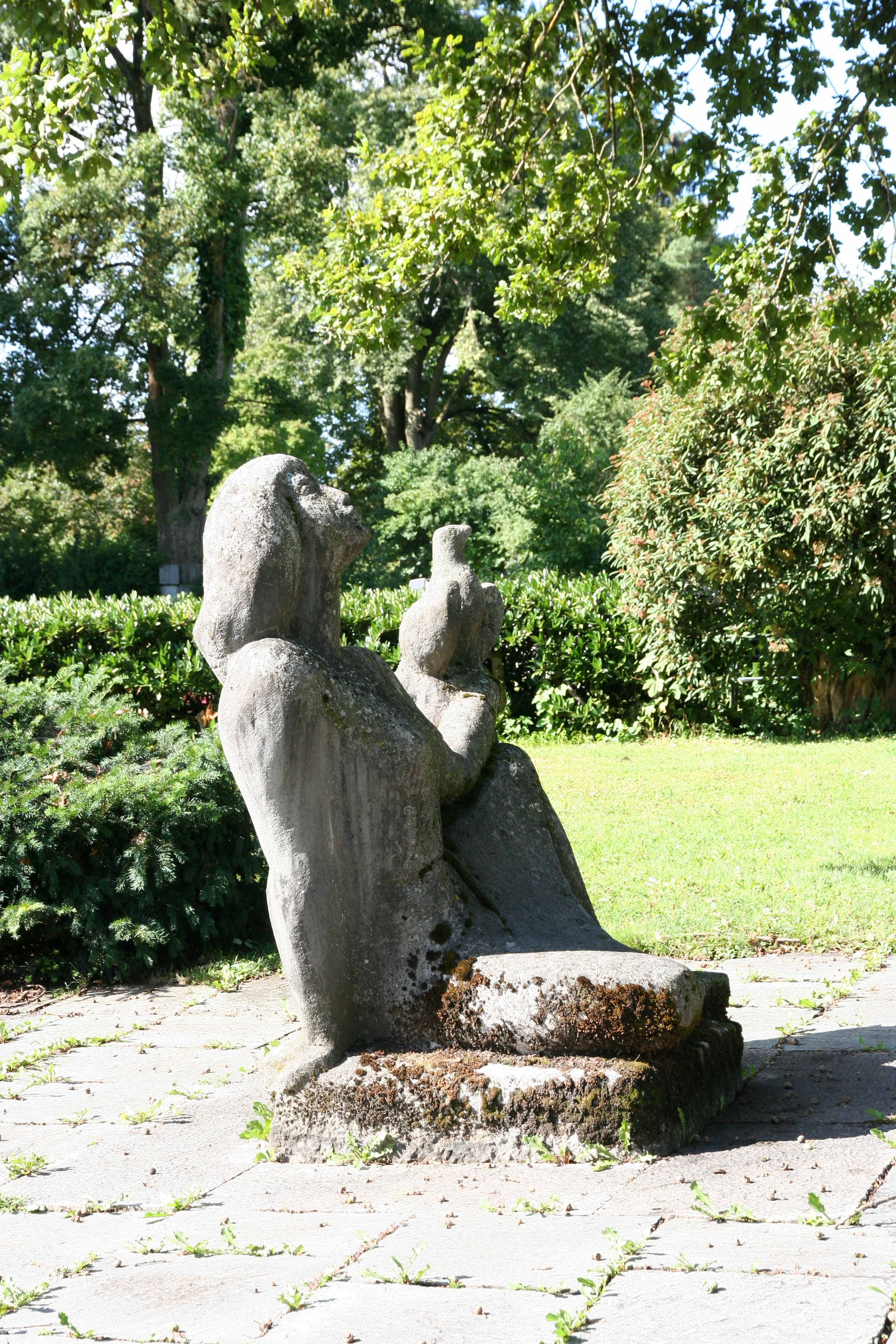
Sitzende mit Taube von Uli Schoop (1951)
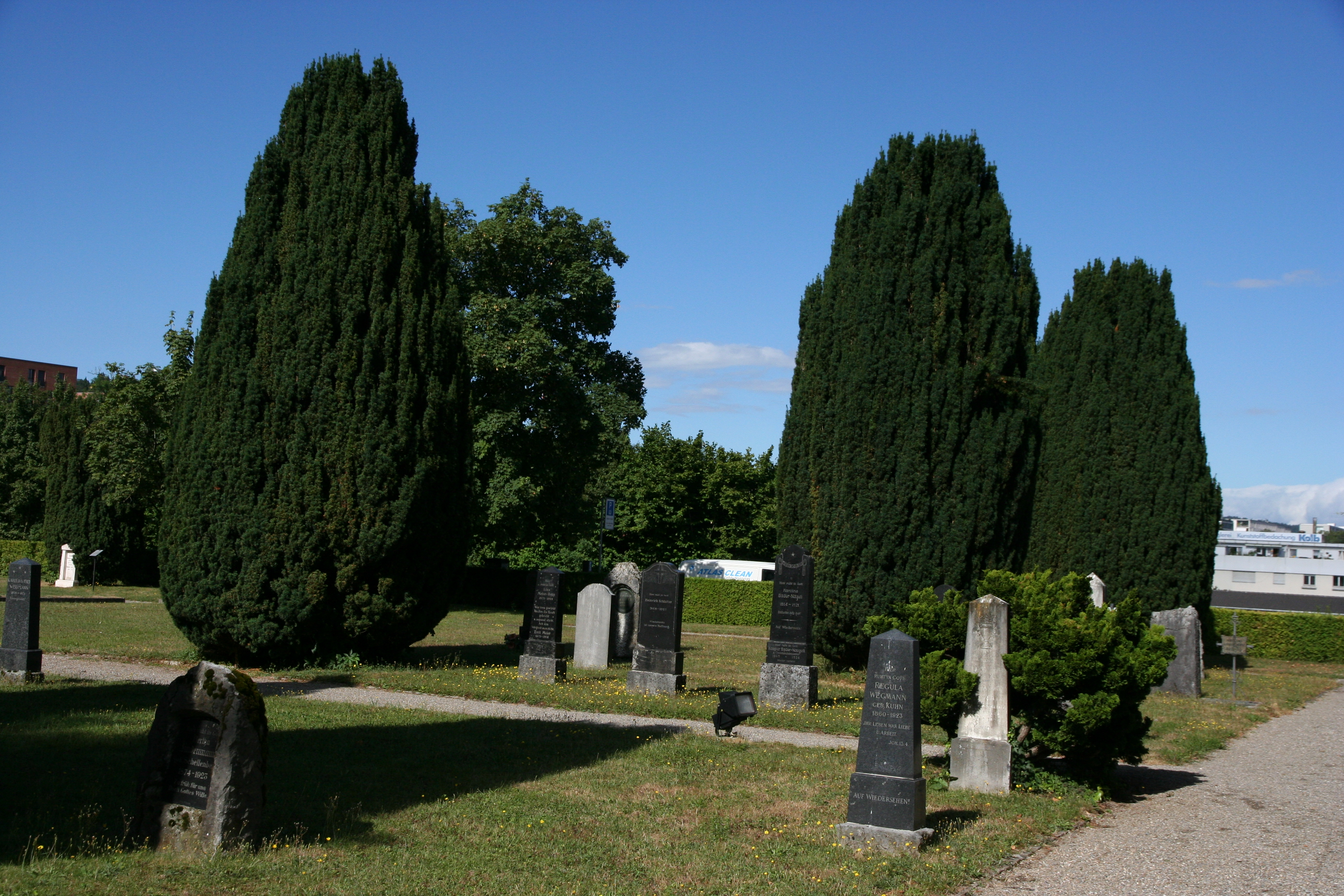
Historische Gräber